# W Cygni
W Cygni är en halvregelbunden variabel av SRB-typ i stjärnbilden Svanen.
Stjärnan varierar mellan magnitud +5,10 och 6,83 med en period av 131,7 dygn. Den har en sekundär period som uppmätts till 235,3 dygn (GCVS) och 260 dygn (Otero).